# Jean Jolivet

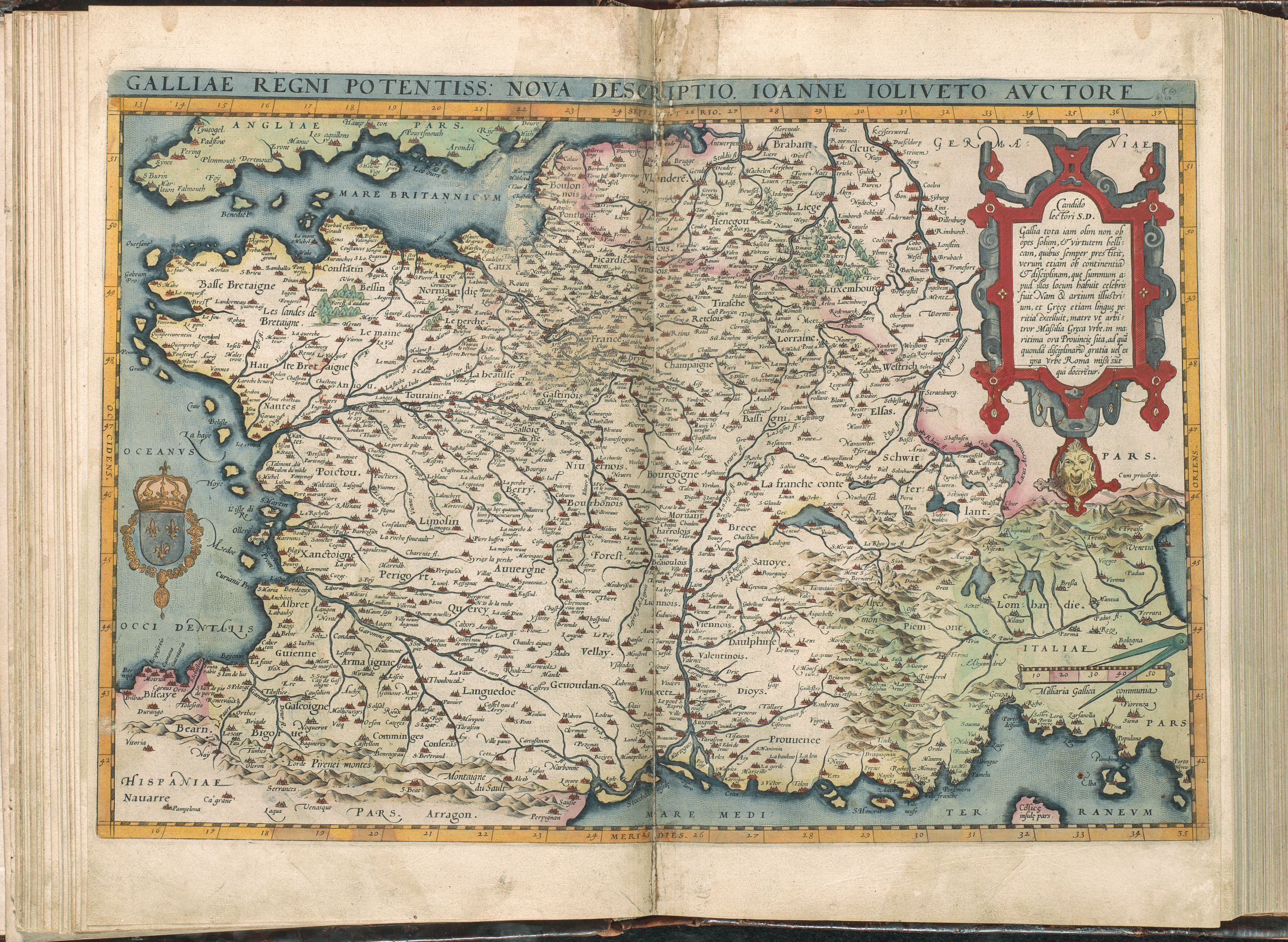
Die Frankreich-Karte in dem Atlas Theatrum Orbis Terrarum von Abraham Ortelius

Jean Jolivet, unter anderem auch Ioanne Ioliveto, Ioannes Iolivetus oder Joannes Jolivetus, (* 1. Hälfte 16. Jahrhundert wahrscheinlich in Bellac; † 1569) war ein französischer Kartograph und Geograph, der in den Diensten von Franz I. (1494–1547) und Heinrich II. (1519–1559) gestanden hat.
Von seinen näheren Lebensumständen ist nichts bekannt.
Sein kartographisches Werk umfasst eine Karte der Normandie (auf Pergament, 1545), eine große sechsblättrige Karte von Berry (auf Kupfer, 1545), eine Karte der Picardie (auf Holz, 1559/66) und eine vierblättrige Karte von Frankreich (auf Holz, 1560).
Die Frankreich-Karte und die Karte der Picardie wurden zuerst von dem französischen Holzstecher und Kartenverleger Olivier Truchet (15..–15..) in Paris veröffentlicht. Von der Frankreich-Karte gibt es dazu auch noch weitere Fassungen anderer Kartographen und Verleger. So nahm sie der flämische Kartograph und Geograph Abraham Ortelius (1527–1598) in überarbeiteter Form in der ersten Auflage seines Atlasses Theatrum Orbis Terrarum 1570 auf, und der französische Kartograph und Verleger Maurice Bouguereau († 1596) verwendete sie in seinem Atlas Le Theatre Francoys, der 1594 erschien und der erste Atlas von Frankreich überhaupt war. Weiter erwähnenswert ist noch eine Fassung, die 1570 von einem gewissen Marc du Chesne in Paris herausgegeben wurde.